# Stomaž (gmina Ajdovščina)
Stomaž – miejscowość w Słowenii w gminie Ajdovščina.